# جامعة أتاتورك
جامعة أتاتورك (بالتركية: Atatürk Üniversitesi)‏ هي جامعة تركية عامة، تأسست في عام 1957 في مدينة أرضروم في تركيا وسميت تيمناً بمؤسس الجمهورية التركية مصطفى كمال أتاتورك. تتكون الجامعة من 22 فرع و18 كلية و8 معاهد و30 مركز أبحاث. وهي مركز تعلمي وثقافي لشرق لتركيا.

## التاريخ
اتخذ أتاتورك قرار بأهمية بناء جامعة إقليمية في شرق الأناضول من قبل مؤسس الجمهورية ، أتاتورك ، في كلمته الافتتاحية في البرلمان التركي في 1 نوفمبر 1937. ومع ذلك ، فإن تنفيذ هذه الفكرة تأخر بسبب الحرب العالمية الثانية.  بدأ بناء الهياكل الأولى لجامعة أتاتورك بعد عشرين سنة في عام 1957، واكتمل في عام 1970. وفي البداية ، بدأت الجامعة بتدريس 135 طالبًا في كلية الزراعة وكلية العلوم والآداب.
واعتبارًا من العام الدراسي 2016-2017 ، كان هناك ما يقارب من 280،000 طالب و2610 عضو هيئة تدريس و22 فرع و18 كلية و8 معاهد و30 مركزًا بحثيًا تضم أكثر من 170 ألف خريج منذ بدايتها

## الفروع الأكاديمية
- كلية التربية عن بعد
- كلية العمارة والتصميم
- كلية الزراعة
- كلية العلوم
- كلية الاداب
- كلية الاقتصاد وإدارة الأعمال
- كلية الطب
- كلية طب الأسنان
- كلية التربية للأطفال
- كلية علوم الأرض
- كلية الهندسة
- كلية اللاهوت
- كلية الفنون الجميلة
- كلية الثروة السمكية
- كلية الاتصالات
- كلية الصيدلة
- كلية الطب البيطري
- كلية الحقوق
- كلية أولتو لعلوم الأرض
- كلية العلوم الصحية
- كلية علوم الرياضة
- كلية السياحة
- كلية التمريض
- كلية التربية البدنية والرياضة
- كلية أرضروم للصحة
- كلية اللغات الأجنبية
- كلية السياحة وإدارة الفنادق
- المعهد الموسيقي التركي
- الكليات المهنية
- مدرسة العدل المهنية
- كلية أرضروم المهنية
- أرضروم المهني للخدمات الصحية

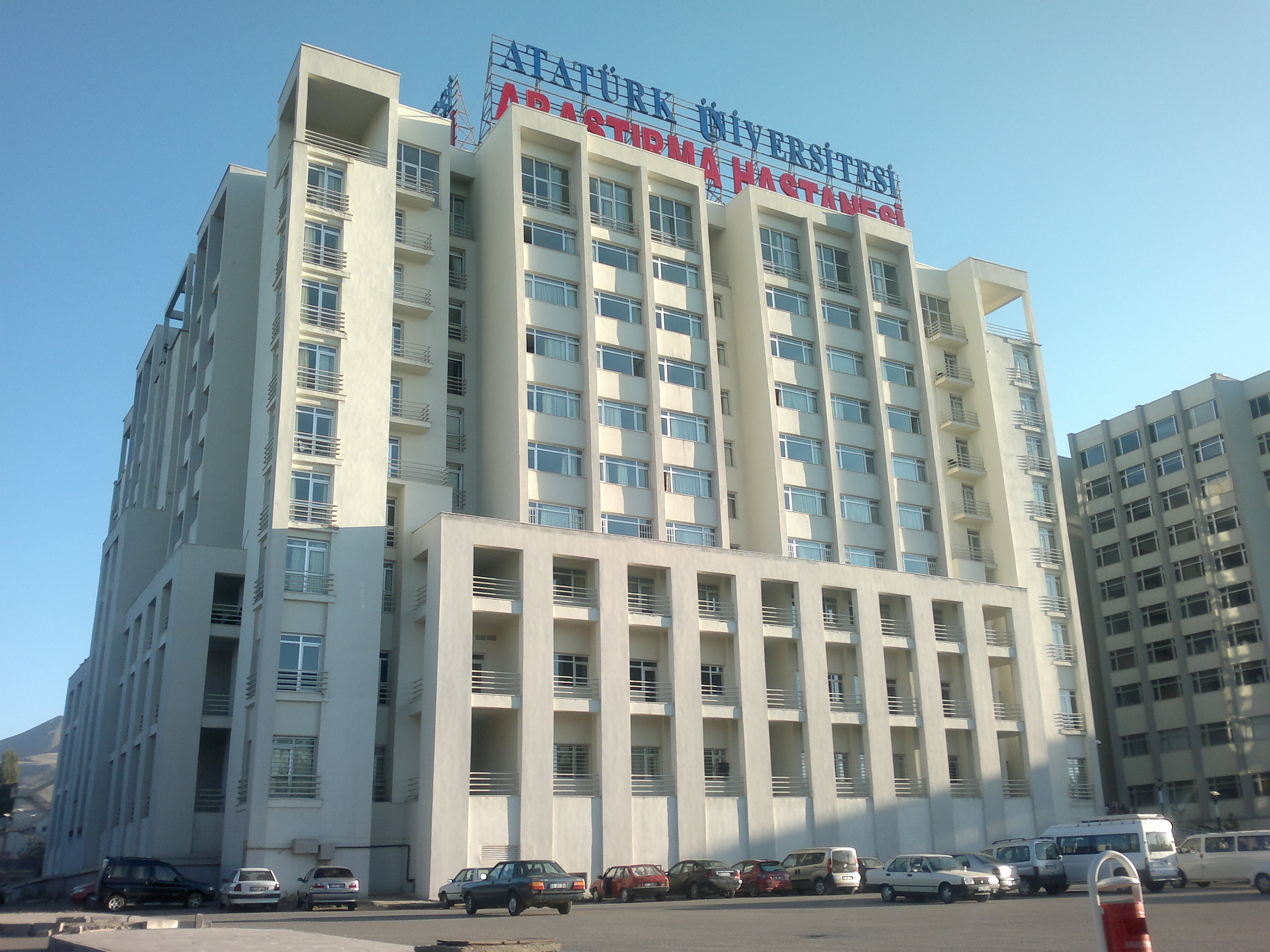
مستشفى جامعة أتاتورك

- المدرسة الثانوية للتربية البدنية والرياضة
- كلية أسكال المهنية
- كلية هينيس المهنية
- كلية إسبير حمزة بولات المهنية
- كلية نارمان المهنية
- كلية أولتو المهنية
- حورسان الكلية المهنية
- كلية شينكايا المهنية
- كلية باسينلر المهنية

## المعاهد
- مذاهب معهد أتاتورك وتاريخ الإصلاحات
- معهد العلوم
- معهد العلوم التربوية
- معهد الفنون الجميلة
- معهد العلوم الصحية
- معهد العلوم الاجتماعية
- معهد علم الأعشاب
- معهد الرياضات الشتوية

## مراكز الأبحاث
- مركز تطبيق وبحوث المجتمعات الأوروبية
- الشرق الأوسط وآسيا الوسطى - مركز أبحاث وتطبيق القوقاز
- مركز بحوث وتطبيقات زرع الأعضاء
- مركز أبحاث العلاقات التركية الأرمنية
- مركز البحوث التطبيقية والبحوث الاجتماعية
- مركز تنمية التعاون الصناعي الجامعي
- مركز بحوث الأدوية العطرية الطبية
- مركز البحوث والنشر الزراعي
- مركز التطبيقات والبحوث الطبية التجريبية
- مركز تدريب السجاد
- مركز أبحاث وممارسة الصحة والسلامة المهنية
- مركز البحوث الاستراتيجية
- مركز البحوث التطبيقية والتعليم المستمر
- مركز تطبيق التعلم والبحث عن بعد
- مركز أبحاث وتعليم الموهوبين